# Monte Sant'Angelo
Monte Sant'Angelo je město v jižní Itálii v Apulii, v provincii Foggia a na poloostrově Gargano.
K 31. prosinci 2011 zde žilo 13 127 obyvatel.

## Historie
Samotné město Monte Sant'Angelo vzniklo v 11. století. Mezi lety 1081 a 1103 bylo Monte Sant'Angelo hlavním městem rozsáhlého normanského panství pod správou hraběte Jindřicha, který byl vazalem Byzantské říše. 
V jeskyni, v níž se nachází Svatyně svatého archanděla Michaela, podle legendy došlo ke zjevení archanděla Michaela v letech 490, 492 a 493. Kvůli událostem, které jsou spojeny s posledním ze tří zjevení, se slaví 29. září jako hlavní Michaelův svátek. Jedná se o velmi významné poutní místo. V roce 1987 navštívil svatyni papež Jan Pavel II.

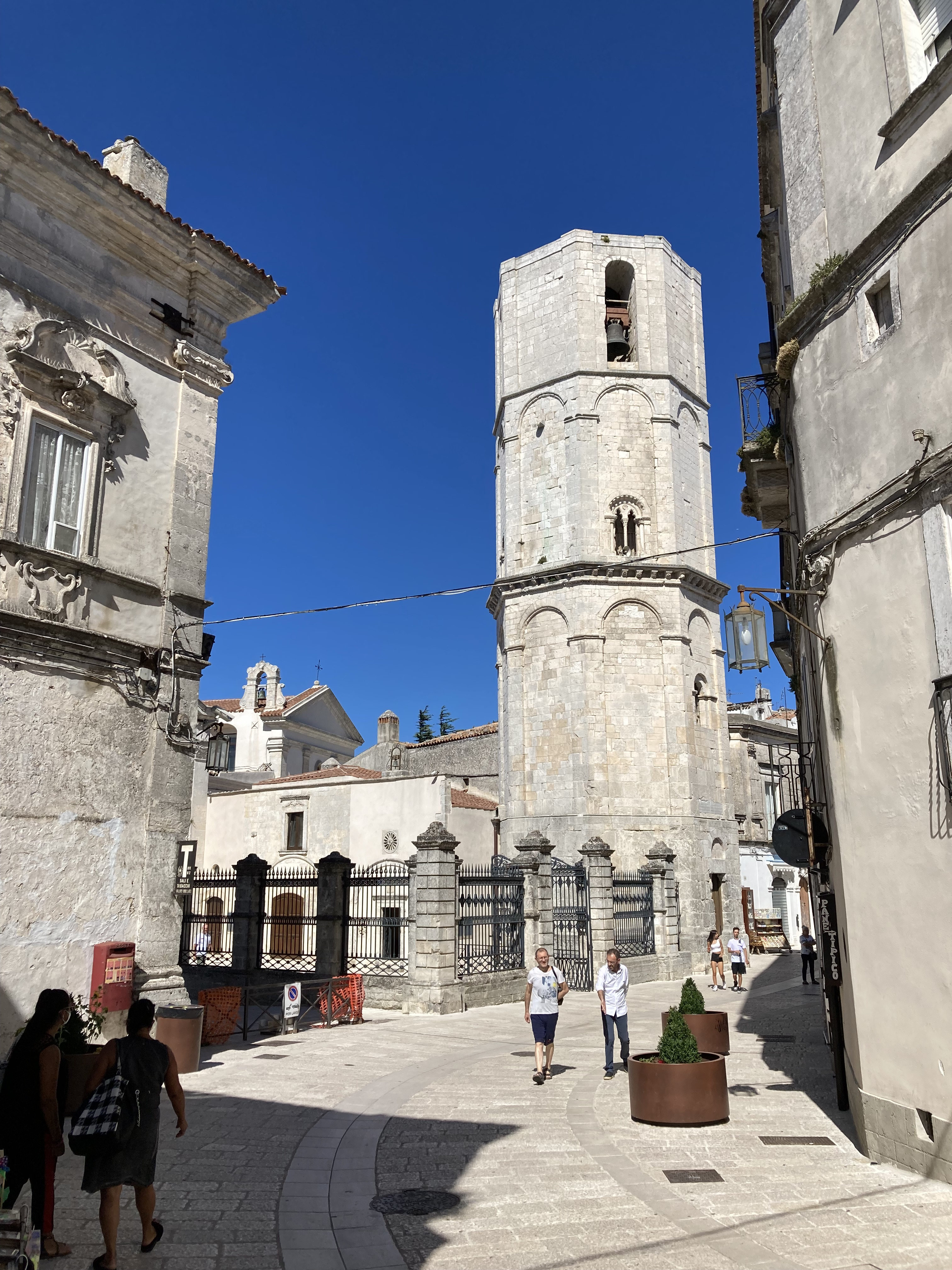
Monte Sant'Angelo (náměstí před Svatyní Archanděla Michaela), Itálie

Čtvrť Junno je nejstarší čtvrtí ve městě. Je charakteristická množstvím malých jednopatrových řadových domků, které jsou bělené vápnem. Jsou velmi malé, často se jedná o jedinou místnost a dvoreček. Vznik této čtvrti se datuje do 6. století. Čtvrť Junno je obydlená (informace z r. 2022).
V 17. století se město stalo součástí Neapolského království, ke kterému patřilo až do sjednocení Itálie v roce 1861.

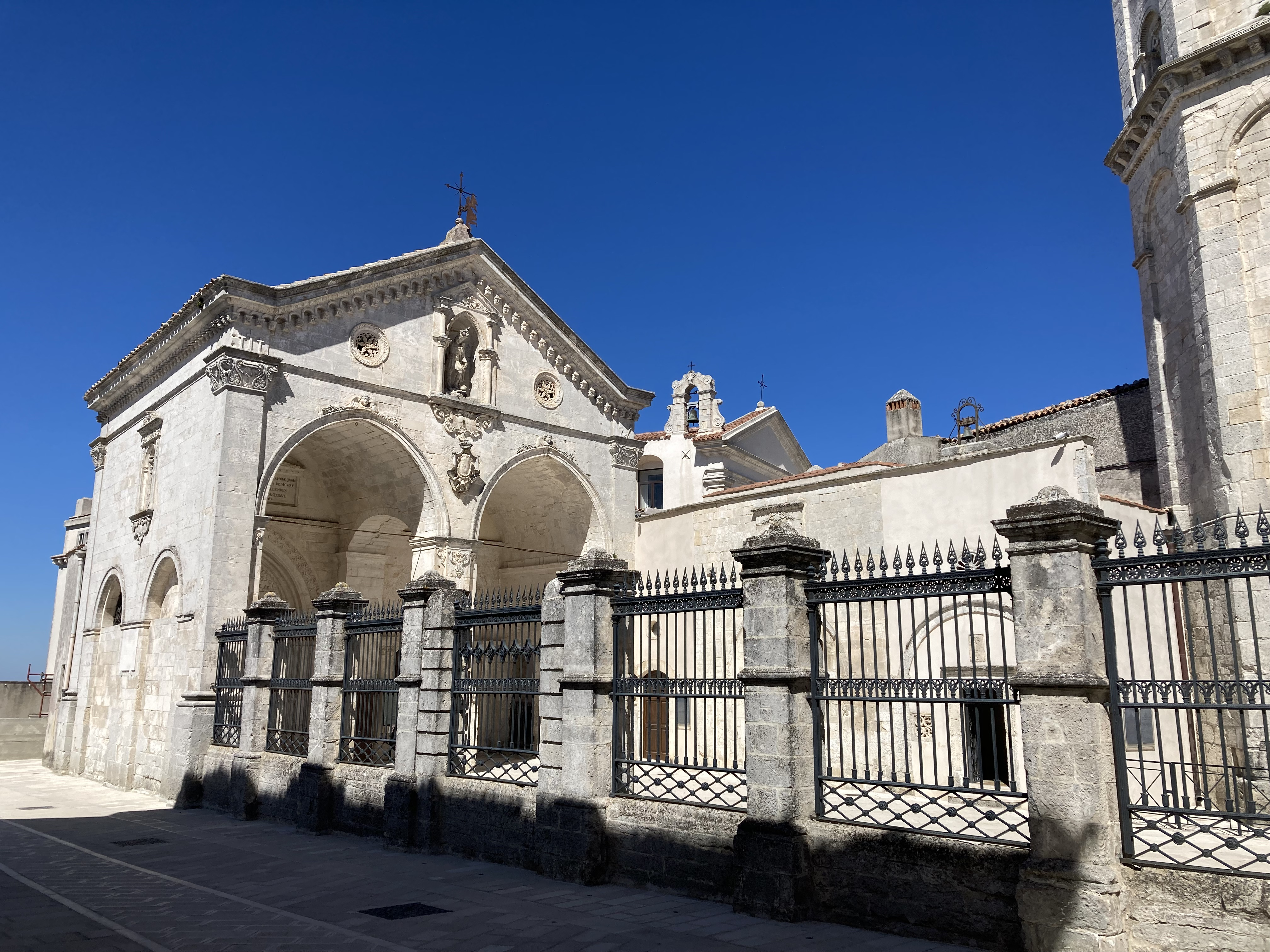
Jedná se o vstup do svatyně archanděla Michaela ve městě Monte Sant'Angelo. Tato svatyně je postavena nad jeskyní, kde podle legendy došlo ke trojímu zjevení archanděla Michaela v 5. století.

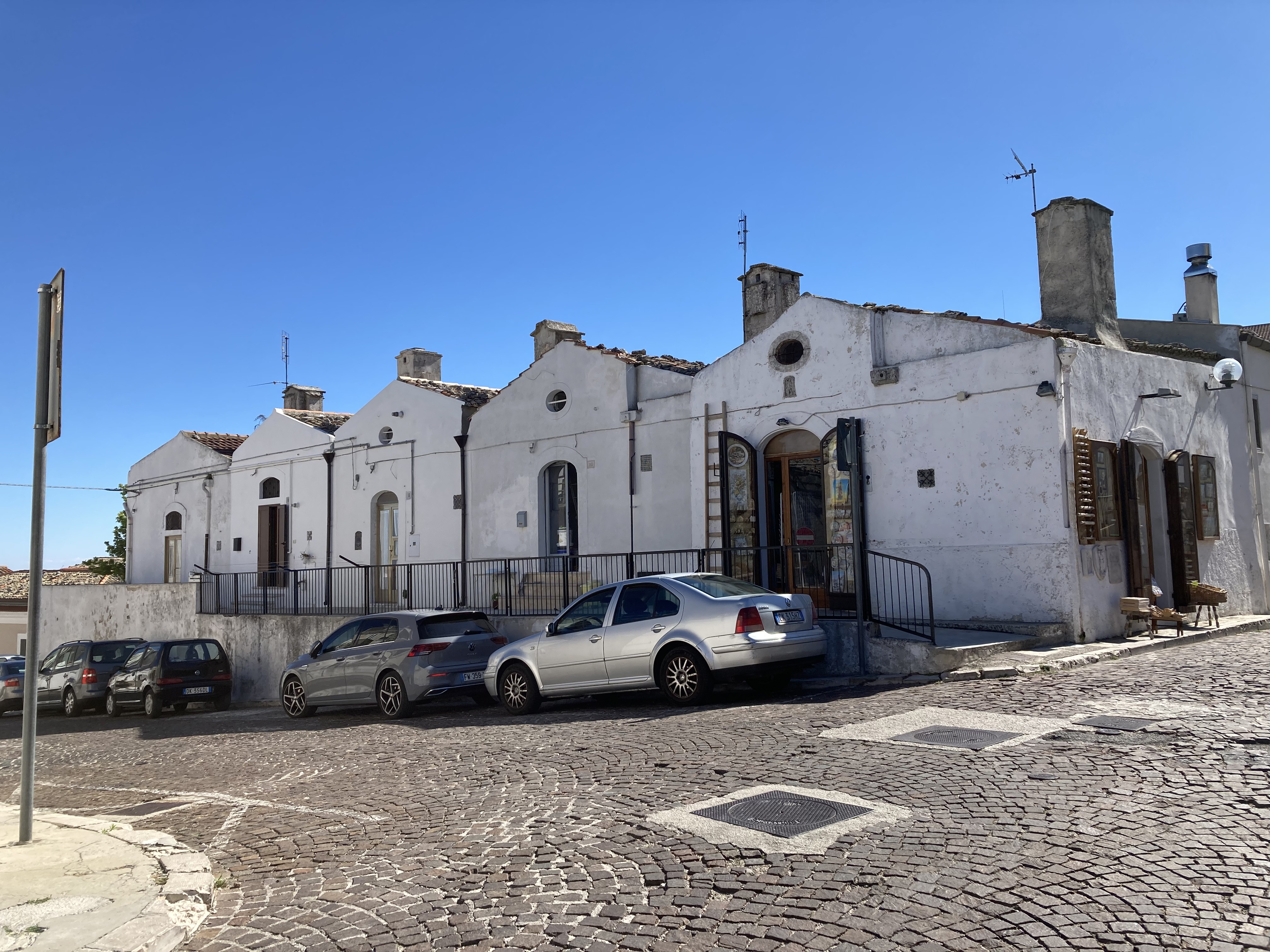
Pohled na řadu domů v historické části města Monte Sant'Angelo.

25. června 2011 byla Svatyně svatého archanděla Michaela v Monte Sant'Angelo zapsána na Seznam světového dědictví UNESCO.

## Sousední obce
Cagnano Varano, Carpino, Manfredonia, Mattinata, San Giovanni Rotondo, San Marco in Lamis, Vico del Gargano, Vieste